# شيرلي ر. شتاينبرغ
شيرلي ر. شتاينبرغ (بالإنجليزية: Shirley R. Steinberg)‏ هي محرِّرة أمريكية، ولدت في 1952 في بالتيمور في الولايات المتحدة.